# Mantachie
Mantachie – miasto w Stanach Zjednoczonych, w stanie Missisipi, w hrabstwie Itawamba.